# 日本国際工作機械見本市
日本国際工作機械見本市  （にほんこくさいこうさくきかいみほんいち） ［JIMTOF（Japan International Machine TOol Fair）］とは、日本で開催される工作機械およびその関連機器等の展示会である。1962年に大阪で第1回が開催されたが、近年は2年毎に東京ビッグサイトで開催され、日本国内だけでなく国外の関係業者も出展をおこなっている。

## 概要
日本国内だけでなく、各国の工作機械メーカーが出展する。1962年に大阪で第1回が開催されたが、近年は2年毎（偶数年）に東京ビッグサイトで開催され、日本国内だけでなく国外の関係業者も多数来場する。
主催
社団法人日本工作機械工業会、株式会社東京ビッグサイト
後援
経済産業省、東京都、日本商工会議所
協賛
日本工作機械輸入協会、日本鍛圧機械工業会、 日本精密機械工業会、日本機械工具工業会、日本工作機器工業会、 日本精密測定機器工業会、 研削砥石工業会、 ダイヤモンド工業協会、 日本光学測定機工業会、日本フルードパワー工業会、日本試験機工業会、日本歯車工業会